# دائرة هيليوبوليس
هيليوبوليس أو عين شمس أو مدينة الشمس من أكبر بلديات ولاية قالمة بعد مقر الولاية ووادي الزناتي.
تعود هذه التسمية إلى خمسينيات القرن التاسع عشر عند زيارة الإمبراطور نابوليون الثالث تيمنا بهيليوبوليس المصرية التي غزاها قريبه نابليون بونابرت في حملته على مصر عام 1801. كما أن للآثار الرومانية أثر في هذه التسمية خاصة المسبح الروماني الذي يعد تحفة رائعة.
تتميز المنطقة كونها بوابة قالمة باتجاه الشمال (عنابة) وكونها كذلك مصدر مياه سطحية وجوفية مما جعلها محط أنظار وأطماع الغزاة منذ القدم لخصوبة الأراضي ووفرة المياه واعتدال المناخ وموقعها الاستراتيجي ووجود ينابيع حارة بالمنطقة حمام برادع، حمام أولاد علي .